# Minuskuł 44
Minuskuł 44 (wedle numeracji Gregory – Aland) – rękopis Nowego Testamentu pisany minuskułą na pergaminie w języku greckim z XII wieku. Zawiera dodatkowy materiał pozabiblijny, przystosowany został do czytań liturgicznych. Był wykorzystywany w dawnych wydaniach Nowego Testamentu, nie jest jednak wykorzystywany we współczesnych krytycznych wydaniach Novum Testamentum Graece. Przechowywany jest w Londynie.

## Opis rękopisu
Kodeks zawiera tekst czterech Ewangelii na 259 pergaminowych kartach (30,7 na 24 cm). Każda strona rękopisu zawiera jedną kolumnę tekstu złożoną z 21-22 linijek . Pismo ma charakter ciągły bez przerw między wyrazami, stosuje przydechy i akcenty. Atrament ma barwę brunatną. Inicjały pisane są kolorem czerwonym, niebieskim i złotym, nagłówki Ewangelii są zdobione. Cytaty ze Starego Testamentu czasem są znakowane. Na końcu każdej Ewangelii znajdują się kolofony. Przed każdą Ewangelią umieszczony został portret Ewangelisty w pozycji siedzącej.
Tekst Ewangelii dzielony jest według κεφαλαια (rozdziałów), których numery umieszczono na marginesie. W górnym marginesie umieszczono τιτλοι (tytuły) rozdziałów. Niezależnie od tego rękopis stosuje podział według Sekcji Ammoniusza (w Mk 234) z odniesieniami do Kanonów Euzebiusza. Zawiera noty liturgiczne na marginesach, co umożliwia wykorzystanie rękopisu w czytaniach liturgicznych.
Kodeks zawiera także księgi liturgiczne z żywotami świętych: Synaksarion i Menologium.

## Tekst

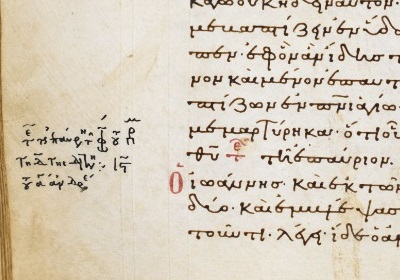
Nota marginalna przy J 1,35

Grecki tekst Ewangelii reprezentuje bizantyjską tradycję tekstualną. Aland zaklasyfikował go do kategorii V. Hermann von Soden zaliczył rękopis do tekstualnej rodziny K1 (pierwotna forma tekstu bizantyńskiego). Jacob Greelings potwierdził przynależność do  rodziny E w Ewangelii Marka . Według metody wielokrotnych wariantów Claremont Profile Method reprezentuje rodzinę tekstualną Kx (standardowy tekst bizantyński) w trzech rozdziałach Ewangelii Łukasza (1, 10 i 20).
Nie zawiera tekstu Mt 16,2-3 (znaki czasu), który został pominięty przez skrybę, ale został dodany na marginesie przez późniejszego korektora. Nie zawiera tekstu J 7,53-8,11, a J 5,4 (anioł poruszający wodę) został oznakowany obeliskiem jako wątpliwy. J 7,8 został starty i nadpisany ponownie przez późniejszą rękę. Zawiera tekst Łk 22,43-44 (krwawy pot Jezusa).
Niektóre warianty tekstowe

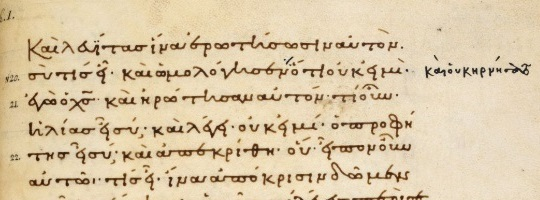
Jan 1,20, przykład korekty dokonanej na marginesie.

Po lewej stronie klamry warianty Textus receptus po prawej Minuskułu 44
Mt 2,1 – Ἰεροσόλυμα (Jerozolima) ] Ἰερουσαλήμ (Jeruzalem)
Mt 2,11 – εὗρον (znaleźli) ] εἶδον (zobaczyli)
Mt 2,23 – Ναζαρέτ (Nazaret) ] Ναζαρὰ (Nazara)
J 1,28 – Βηθαραβᾷ (Betabara) ] Βηθανίᾳ (Betania)
J 1,29 – Ἰωάννης (Jan) ] brak

## Historia

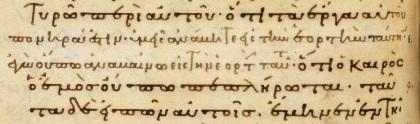
Nadpisany tekst w J 7,8

Griesbach i Scholz datowali rękopis na XI, a Gregory na XII wiek. Paleograficznie rękopis datowany jest przez INTF na wiek XII . Rękopis sprowadził z Góry Atos do Anglii César de Missy, późniejszy kapelan angielskiego króla Jerzego III, który poszukiwał rękopisów na potrzeby przygotowywanego wydania greckiego Nowego Testamentu. Według noty dokonanej odręcznie przez de Missy’ego na szczycie pierwszej oraz ostatniej karty rękopisu został on nabyty przezeń w roku 1745 (Ex libris Caesaris De Missy, Berolinensis, Londini: Anno Domini 1745). Rękopis został nabyty dla British Museum w dniach 18–26 marca 1776 roku .
Johann Jakob Wettstein wciągnął go na listę rękopisów Nowego Testamentu pod siglum 44e. Gregory w 1908 roku upraszczając system zapisu siglów nadał mu numer 44 i pod takim numerem jest oznaczany po dziś dzień. Hermann von Soden nadał mu siglum ε 239.
Wettstein wykorzystał rękopis w swoim wydaniu Nowego Testamentu z 1751 roku. César de Missy skolacjonował rękopis w 1746 roku w oparciu o wydanie Johna Milla na potrzeby tego wydania. Scrivener w oparciu o wydanie krytyczne Bloomfielda zarzucił Wettsteinowi, że niezbyt dokładnie cytuje rękopis. Wykorzystał go również Griesbach w swoim wydaniu. Nie jest natomiast wykorzystywany w wydaniach tekstu Nowego Testamentu Nestle-Alanda.
William Hatch opublikował faksymile kodeksu w 1951 roku. W formie zdigitalizowanej jest dostępny na stronie Biblioteki Brytyjskiej  oraz na stronie INTF .
Obecnie przechowywany jest w Bibliotece Brytyjskiej (Additional Manuscripts 4949), w Londynie .